# Ophiomyia campanularum
Ophiomyia campanularum este o specie de muște din genul Ophiomyia, familia Agromyzidae, descrisă de Jaroslav Stary în anul 1930. Conform Catalogue of Life specia Ophiomyia campanularum nu are subspecii cunoscute.